# كارولين كارلسون
كارولين كارلسون (بالإنجليزية: Carolyn Carlson)‏ هي مصممة رقص أمريكية، ولدت في 7 مارس 1943 في أوكلاند في الولايات المتحدة.

## وصلات خارجية
- كارولين كارلسون على موقع IMDb (الإنجليزية)
- كارولين كارلسون على موقع ميوزك برينز (الإنجليزية)